# La Guillotière
La Guillotère es un barrio de la ciudad de Lyon situado a la orilla izquierda del Ródano. El barrio está situado principalmente en el 7º arrondissement y roza también el 3º en la Plaza Gabriel-Péri (antigua Plaza del Puente). Este barrio se caracteriza por su diversidad social y étnica.

## Etimología
El origen del nombre de la Guillotière es desconocido. Según algunos autores, vendría de Guy-L’hostière, y según esta creencia, se trataría de un lugar en el que los druidas depositaban el muérdago de encina (guy). Otros sostienen que este nombre viene de Grillotière, por la gran cantidad de animales (denominados grillets) que allí se encontraban. Pero Paradin, por el contrario, sostiene que este barrio periférico fue nombrado así en 1500, por los cascabeles (grelots) y campanillas de los mulos de los que el barrio nunca de deshacía. Quizás se trate de una antigua propiedad perteneciente a Guillot (de la misma forma que el nombre de La Mulatière vendría de la propiedad de un tal Señor Mulat) pero este modo de construcción es tardío con respecto a las primeras menciones del nombre de Guillotière en los mapas y en las actas escritas.

## Historia
Este suburbio de Lyon se desarrolló en la Edad Media, en la orilla izquierda del Ródano, desde el puente del Ródano, nombrado rápidamente puente de la Guillotière, desde la plaza del Puente (ahora Place Gabriel Peri-) en la carretera de  Lyon a Chambéry y a Italia (actual Ruta Nacional 6), llamado Grande rue de la Guillotière. Era un barrio de cabareteros y posaderos, cuya jurisdicción fue disputada entre el Lyonesado y el Delfinado. 
Durante la Revolución Francesa, La Guillotière se unió inicialmente a la nueva comuna de Lyon. Pero durante la represión posterior al levantamiento de Lyon de 1793, La Guillotière recuperó su independencia y se une al departamento de Isère. Luego fue unida al departamento del Ródano y finalmente a la ciudad de Lyon en 1852 para formar el distrito 3 (arrondissement).

## Geografía
Los límites de la Guillotière son difíciles de determinar con certeza. La antigua comuna de La Guillotière se extendía por los cuatro arrondissements de la orilla izquierda del Ródano (tercero, sexto, séptimo y octavo distritos). El barrio de La Guillotière propiamente dicho designaba particularmente el centro de la antigua comuna, con el ayuntamiento en la Plaza del Puente (actualmente Plaza Gabriel-Péri). El barrio de Brotteaux y de la Part-Dieu al norte, de Gerland al sur y de Sans-Soucis, así como el de Montplaisir al este, se desarrollaron a partir del siglo XIX en los límites de La Guillotière.
Los dos cementerios de La Guillotière al Este y la Estación de La Guillotière en la línea de París-Lyon a Marsella-San Carlos al sur marcan los límites del barrio.
Hoy en día, La Guillotière designa sin embargo más particularmente la mitad norte del 7º arrondisement y el sudoeste del 3º, sector próximo de la estación de metro Guillotière (situada en la plaza Gabriel-Péri). Según el Ayuntamiento de Lyon, el barrio de La Guillotière está oficialmente delimitado al Oeste por el Ródano, al Norte por el Paseo Gambetta, al Este por el Bulevar des Tchécoslovaques y al Sur por la Calle de l’Université, la calle M.-Bloch, la calle Domer, la Calle du Repos y la calle de l’Épargne.
El barrio es atravesado por el Rize, río convertido en subterráneo y canalizado con la urbanización de Lyon. El río deja Villeurbanne por la calle 4-Septembre, se abre camino en dirección a la Part-Dieu y después se separa en dos brazos. El primero, al Norte, queda en el cruce de la calle de la Part-Dieu y de la calle Boileau, después a lo largo de la calle Moncey y se une con el Ródano más arriba del puente de la Guillotière. El segundo brazo, más al Sur, fluye hacia La Ferrandière y atraviesa le Paseo Gambetta hacia la plaza Aristide-Briand. Su presencia permanece en la memoria del barrio de la Iglesia de San Luís (7º arrondissement), en el cruce de la Calle de la Guillotière con la Calle du Créqui. En su época, un puente de tres arcos era necesario para atravesarlo. El Rize se une después con el Ródano en la calle Creuzet, hacia la calle Béchevelin.

## Monumentos y particularidades
- Castillo de La Motte Inscrito como MH
- Garaje Citroën  Inscrito como MH (1992)
- Cementerios de la Guillotière
- Estación de Lyon-Jean Macé, cerca de la estación de la Guillotière (mercancías)
- Barrio chino de Lyon y sus numerosos restaurantes, tiendas y supermercados asiáticos (alrededor de la calle Pasteur)-

## Composición social
El puente de La Guillotière ha sido durante mucho tiempo el único puente de Lyon sobre el Ródano, lo que daba a este suburbio el estatus de única puerta de entrada al este de la ciudad. Este papel ha persistido en el tiempo, y hoy en día, la población de inmigrantes es numerosa, esta población ha seguido las grandes olas de inmigración: después de la instalación de los italianos en el siglo XIX, serán los magrebíes, turcos o incluso asiáticos los que se instalarán aquí, como testimonio de esta historia, encontramos la presencia de la tienda de productos exóticos “Épicerie Bahadourian” fundada por un armenio. En torno a las Calles Passet y Pasteur se encuentra el barrio chino de Lyon.
Fruto de la evolución social reciente, la mencionada población tiene tendencia actualmente a dejar paso a la de Europa del Este. Por otro lado, el barrio pierde un poco este rol, porque sigue la moda de la vuelta de poblaciones de clase media (que vivía antes en chalets en la periferia) a los centros urbanos, también, la proximidad de las universidades favorece la instalación de estudiantes. Numerosos edificios son por ello renovados y reconstruidos para acoger a estas clases sociales más acomodadas. Además algunos edificios adyacentes al edificio Le Clip van a ser demolidos para abrir la Plaza Pierre-Simon-Ballanche a la calle Paul-Bert.
Una parte del barrio de la Guillotière, hacia el Sur de la Calle Moncey y al oeste de la Grande Rue de la Guillotière, es una Zona Urbana Sensible.

## Personajes ilustres
- Pharamond Blanchard, pintor, dibujante, litógrafo e ilustrados, nacido en La Guillotière el 27 de febrero de 1805 y muerto en París el 19 de diciembre de 1873.
- Djebraïl (Gabriel) Bahadourian, negociante armenio. Se instaló en Lyon en el popular barrio de La Guillotière en 1929, donde crea su primera tienda de comestibles.
- Azouz Begag, político francés, nacido en Lyon el 5 de febrero de 1957, candidato a las elecciones legislativas de junio de 2007 en la tercera circunscripción del Rhône (que incluye a La Guillotière), a las elecciones cantonales de 2011 por el cantón Lyon-IX (que incluye a La Guillotière)

## Galería

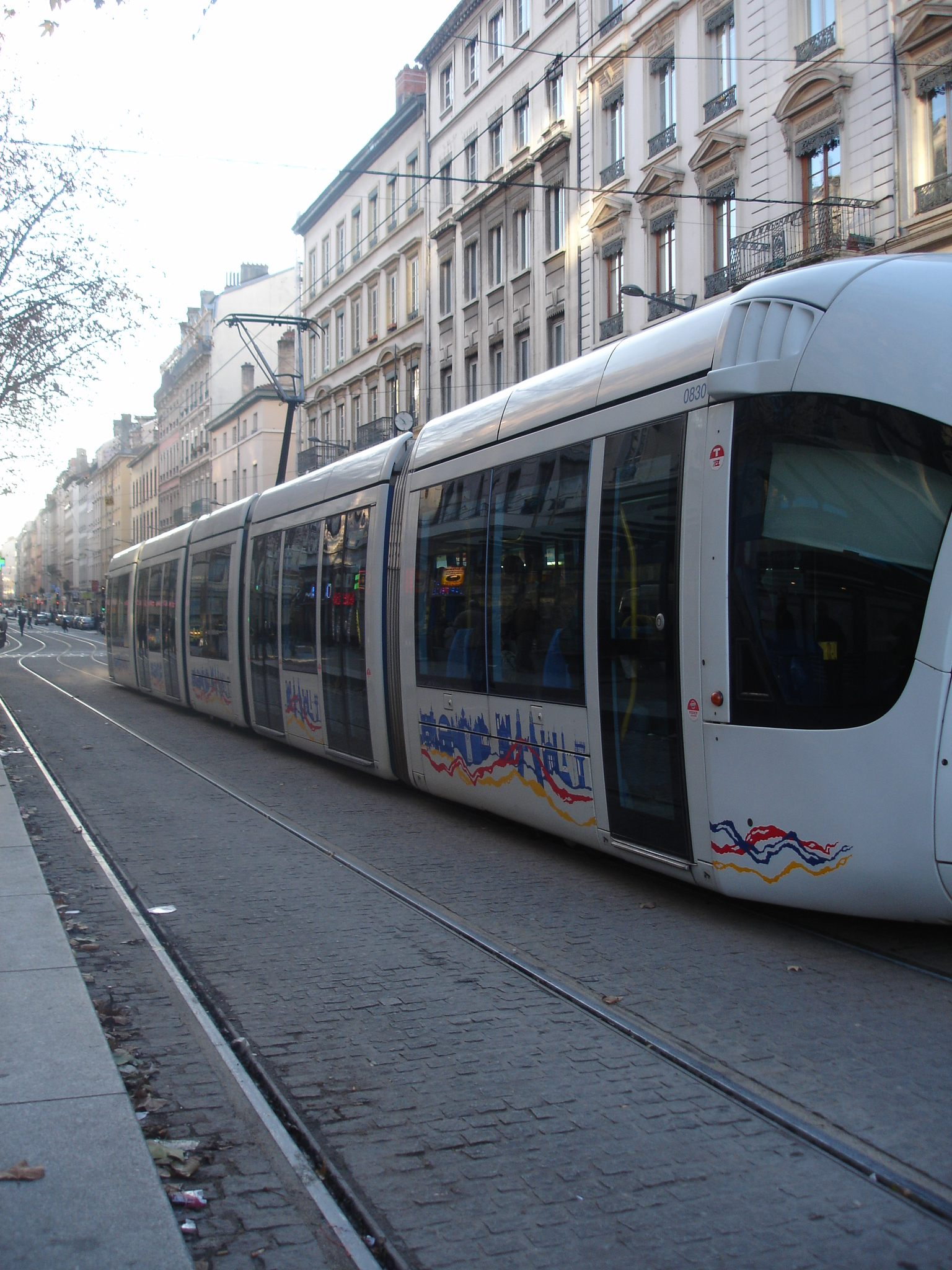
Plaza Gabriel-Péri : tranvía y parada de Guillotière
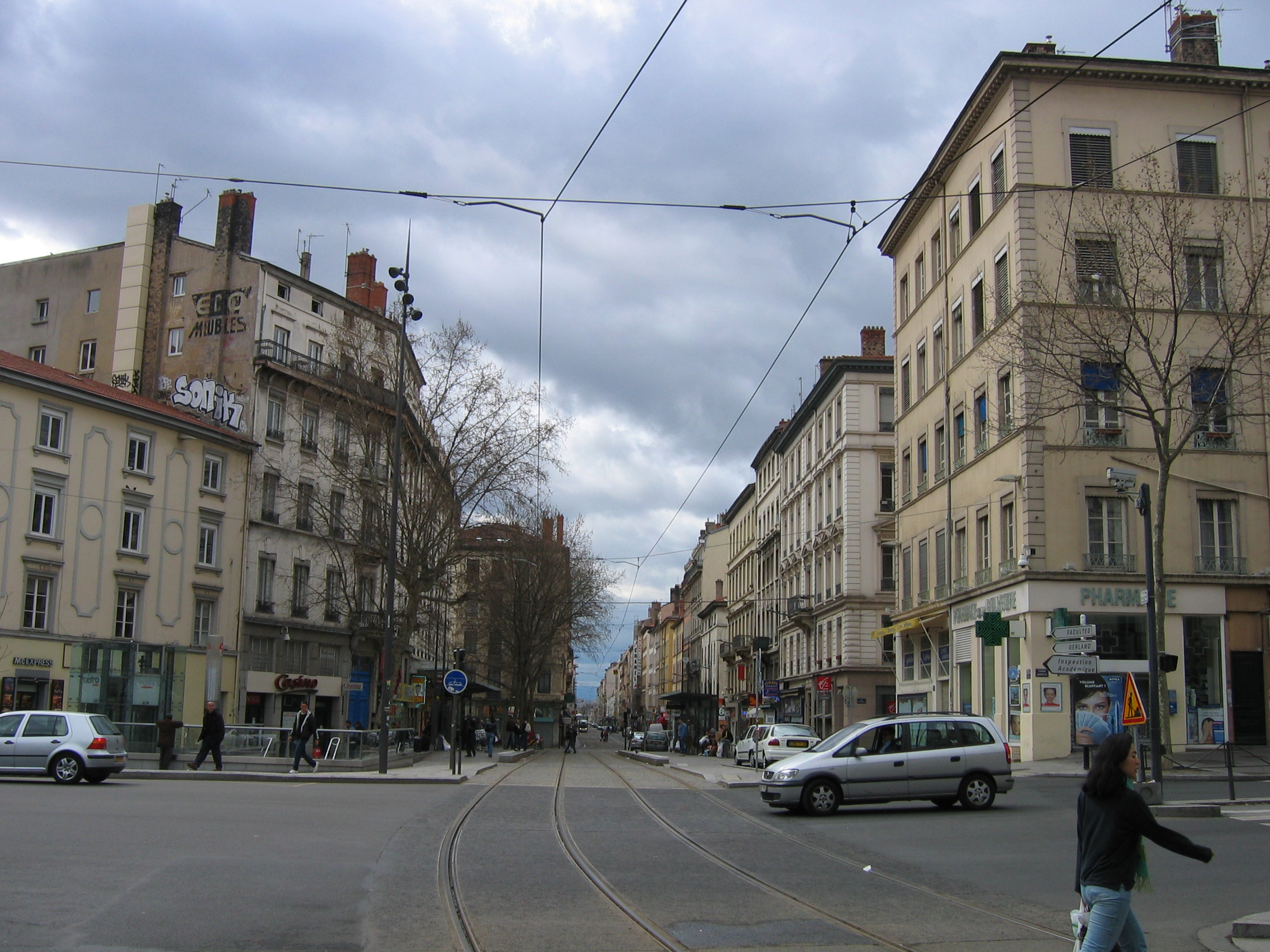
La plaza Gabriel-Péri (antigua plaza del Puente), corazón de la Guillotière. El edificio de la izquierda es el antiguo ayuntamiento del 3º arrondissement.

- Datos: Q3209735
- Multimedia: La Guillotière / Q3209735